# 1-Hexyl-3-methylimidazoliumtetrafluoroborat
1-Hexyl-3-methylimidazoliumtetrafluoroborat ist ein organisches Salz, das als hellorange Flüssigkeit vorliegt. Auf Grund des geringen Schmelzpunkts ist es eine Raumtemperatur-ionische Flüssigkeit (RTIL).

## Gewinnung und Darstellung
1-Hexyl-3-methylimidazoliumtetrafluoroborat kann in einer Mikrowellenreaktion zwischen Ammoniumtetrafluoroborat und 1-Hexyl-3-methylimidazoliumchlorid oder 1-Hexyl-3-methylimidazoliumbromid gewonnen werden. Alternativ kann auch 1-Hexylimidazol mit Trimethyloxoniumtetrafluoroborat zur Reaktion gebracht werden.

## Eigenschaften
Das Salz hat mit −81 °C einen sehr niedrigen Schmelzpunkt. Es besitzt eine elektrische Leitfähigkeit von 1,18 mS·cm−1 und ein elektrochemisches Fenster von 5,1 V.

## Verwendung
Die Substanz wird als Komponente für Weltraum-Schmierstoffe untersucht. Als Lösungsmittel kommt es in Cycloadditionen zum Einsatz, dabei können sowohl Mikrowellenstrahlung als auch sonochemische Ansätze verfolgt werden.